# Sebastian Tudu
Sebastian Tudu (Changura, 17 de junho de 1967) é um clérigo bengali e bispo de Dinajpur.

## Biografia
Sebastian Tudu nasceu em uma vila do Distrito de Gaibandha. Completou sua educação secundária na Escola Secundária Superior St. Joseph e educação secundária superior na Escola Governamental Dinajpur. Então ele se mudou para Daca e foi admitido no Notre Dame College, onde obteve um diploma de Bacharel em Artes enquanto vivia no Seminário Menor St. Joseph. Ele também frequentou o Seminário Maior do Espírito Santo mais tarde. Depois, oobteve um doutorado em missiologia na Pontifícia Universidade Urbaniana de Roma de 2003 a 2007.
Foi ordenado sacerdote em 30 de dezembro de 1999, na Diocese de Dinajpur. Em 2000, ele se tornou o padre assistente da Paróquia de São Francisco em Dinajpur. Entre 2003-2007, ele deixou Bangladesh para o ensino superior, e ao retornar foi nomeado padre assistente da Igreja de Fátima Rani em Ruhea. Depois de 2009, ele trabalhou como vice-reitor do Seminário Maior do Espírito Santo, localizado em Daca.
O Papa Bento XVI nomeou-o como sétimo Bispo de Dinajpur em 29 de outubro de 2011. O Núncio Apostólico em Bangladesh, Dom Joseph Salvador Marino, o consagrou bispo em 27 de janeiro do ano seguinte; os co-consagradores foram Moses M. Costa CSC, Bispo de Chittagong, e Patrick D'Rozario CSC, Arcebispo de Daca.

Ele também é membro da Conferência Episcopal Católica de Bangladesh e da Caritas Bangladesh.